# Drużynowy Puchar Polski na Żużlu 1994
Drużynowy Puchar Polski na Żużlu 1994 – 6. edycja turnieju, corocznie organizowanego przez PZMot. Rozegrano cztery turnieje oraz finał, który został rozegrany 16 października 1994 roku w Częstochowie oraz zwyciężył Włókniarz Częstochowa.
Trzy ostatnie biegi turnieju były memoriałem Bronisława Idzikowskiego i Marka Czernego, w którym triumfował Robert Jucha.

## Wyniki

### Drużynowy Puchar Polski
- Częstochowa, 16 października 1994
- Sędzia: Roman Siwiak

| Msc | | Drużyna / Zawodnik                                          | Biegi                     | Punkty |
| --- | --- | ----------------------------------------------------------- | ------------------------- | ------ |
| 1   | | Włókniarz Częstochowa                                       | Włókniarz Częstochowa     | 36     |
| 1   | (1) Sławomir Drabik (2) Sebastian Ułamek (3) Dariusz Rachwalik (4) Janusz Stachyra (17) Eugeniusz Skupień | (0,1,-,-,-) (2,2,1,1,3) (3,3,1,0,0) (0,3,3,3,3) (-,-,1,3,3) | 1 9 7 12 7                |        |
| 2   | | Motor Lublin                                                | Motor Lublin              | 31     |
| 2   | (13) Jerzy Mordel (14) Marek Kępa (15) Dariusz Stenka (16) Robert Jucha (20) Robert Dados                 | (0,1,0,1,1) (1,3,2,3,d/ns) (1,0,3,2,2) (wsu,2,3,3,3)        | 3 9 8 11 ns               |        |
| 3   | | Unia Tarnów                                                 | Unia Tarnów               | 27     |
| 3   | (9) Jacek Rempała (10) Robert Kużdżał (11) Grzegorz Rempała (12) Mirosław Cierniak (19) Tomasz Rempała    | (3,0,3,2,2) (2,1,1,0,1) (1,2,0,1,d3) (2,3,0,2,1)            | 10 5 4 8 ns               |        |
| 4   | | Wybrzeże-Rafineria Gdańsk                                   | Wybrzeże-Rafineria Gdańsk | 26     |
| 4   | (5) Jarosław Olszewski (6) Robert Sawina (7) Jacek Woźniak (8) Marek Dera (18) Jacek Kalinowski           | (3,2,2,0,1) (2,1,2,2,2) (3,0,0,0,-) (0,-,2,1,0) (-,1,-,-,2) | 8 9 3 3                   |        |

### Memoriał Bronisława Idzikowskiego i Marka Czernego
Po drużynowej rywalizacji odbył się memoriał Bronisława Idzikowskiego i Marka Czernego, w którym udział wzięło po dwóch najlepszych zawodników z każdej drużyny.
Półfinał
21 Stachyra, Stenka, J. Rempała, Sawina
22 Jucha, Kępa, Ułamek, Olszewski (d)
Finał
23 Jucha, Stachyra, Kępa, Stenka (d3)